# Freibataillon
Freibataillone auch Frei-Infanterie waren in der zweiten Hälfte des 18. Jahrhunderts selbständige militärische Verbände, die unabhängig von den in starrer Lineartaktik kämpfenden Armeen als leichte Truppen operierten. Sie sind zu unterscheiden von den Freikorps.

## Entstehung
Die Bezeichnung Freibataillon kam in Deutschland in der zweiten Hälfte des 17. Jahrhunderts für Truppen außerhalb von Regimentsverbänden auf. Mit der Herausbildung der Lineartaktik waren leichte Truppen für Vorposten-, Sicherungs- und Aufklärungsaufgaben erforderlich geworden. 
Im Österreichischen Erbfolgekrieg wurden durch Österreich dafür die Panduren und Kroaten verwendet. Im Eindruck dessen schuf Friedrich II. die Freibataillone, die unabhängig operierten und durch plötzliche, überraschende Angriffe den Feind störten. Sie wurden außerdem zur Abwehr der Panduren Maria Theresias eingesetzt. Freibataillone bestanden in der preußischen Armee aus Infanteristen, Husaren, Jägern und waren oftmals detachiert, also lediglich beigefügt. Ein Bataillon konnte ca. 1.000 Mann umfassen,  oft mit einer leichten Batterie aus mehreren Kanonen. Im Laufe des Krieges wurden insgesamt 14 Einheiten aufgestellt, meist unter der Führung von hugenottischen Adeligen. Aus Freibataillonen wurden teilweise Freiregimenter.  
Bekannt wurde der Vorstoß des Freibataillons Mayr aus dem preußisch besetzten Kursachsen nach Franken im Mai/Juni 1757. Friedrich Wilhelm von Steuben war zeitweise Adjutant Oberstleutnant Mayrs. Der spätere Generalinspekteur der US-amerikanischen Kontinentalarmee erlernte hier die Kriegsführung dieser leichten Truppen.
Mit der Überführung der leichten Infanterie in Linienregimenter ab Ende des 18. Jahrhunderts verschwanden die Freibataillone wieder.

## Liste der preußischen Freibataillone
Die Namen der Einheiten leiten sich von den Namen der jeweiligen Kommandeure ab.
- Le Noble,
- Mayr/Collignon/Courbiere,
- Kalben/Salenmon (Favrat),
- Angelelli/Collignon,
- Chossignon/Monjou,
- Rapin/Lüderitz,
- Wunsch,
- Du Verger/Quintus Icilius,
- Hordt,
- Jeney (Voluntaires d'Ostfrise),
- Schack,
- Heer (Schweizer Volontaires),
- Bequignolles,
- La Badie (Volontaires Etrangers).